# Látni a macskát

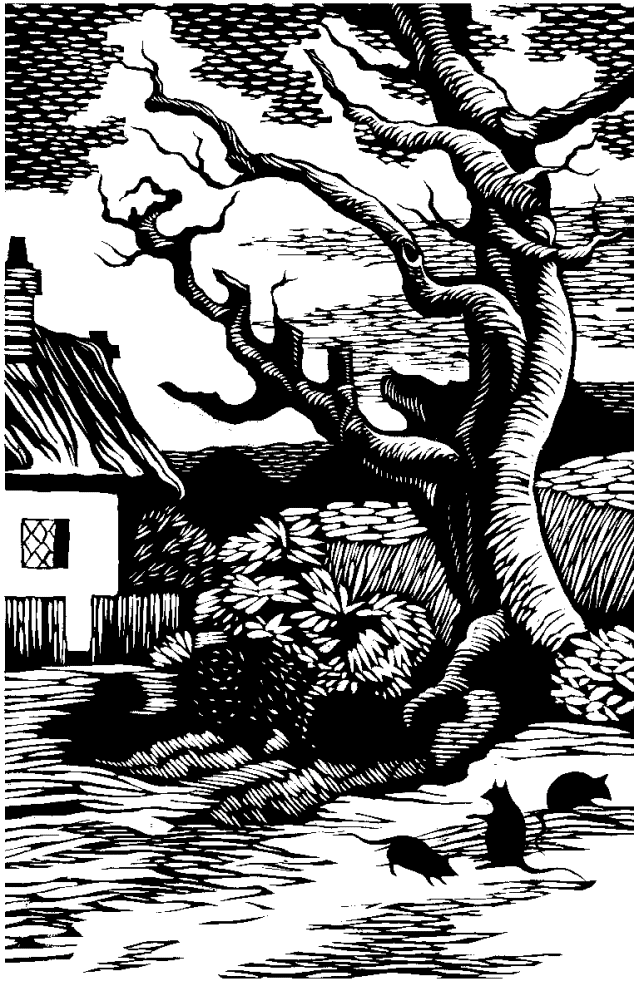
Az idióma kapcsán gyakran hivatkoznak erre a képre: a macska körvonalait a fa lombozata rajzolja ki.

„Észrevenni a macskát” vagy „látni a macskát” egy geoista idióma. Azt fejezi ki, hogy valaki felismeri a Henry George által megállapított összefüggéseket a földnek a gazdaságra kifejtett kiterjedt hatásaival kapcsolatban.
A mondás pontos eredete nem tisztázott. Az idióma a geoista mozgalomnak a mai napig az egyik legelterjedtebb propagandaeszköze.